# Standard Chartered
Standard Chartered (ˈstændəd ˈtʃɑːtəd) — британський міжнародний фінансовий конгломерат зі штаб-квартирою у Лондоні. Заснований у 1969 році внаслідок злиття Standard Bank (заснований у 1862) та Chartered Bank (заснований у 1853). Його мережа налічує близько 1200 відділень та філій у понад 70 країнах. Хоча Standard Chartered базується в Британії, близько 90 % доходів отримує на ринках Азії, Африки та Близького Сходу. Входить в число найбільших банків у світі.
Акції Standard Chartered котируються на Лондонській, Гонконгській та Мумбайській фондових біржах. Його головним власником є сінгапурський державний інвестиційний фонд Temasek Holdings.
Standard Chartered є одним з трьох комерційних банків який має право на випуск власних банкнот гонгконського долара — офіційної валюти Гонконгу.

## Історія
Chartered Bank

Історія Chartered Bank почалася в 1853 році, коли шотландець Джеймс Вілсон отримав від королеви Вікторії королівську концесію на відкриття банку в південно-східній Азії. У 1858 році почали роботу перші відділення в Бомбей, Калькутті і Шанхаї, в наступному році — в Сінгапурі та Гонконгу. З 1862 року банк почав друкувати гонконгські долари. Банк займався фінансуванням торгівлі між Азією і Європою, обсяг цієї торгівлі сильно зріс після відкриття в 1869 році Суецького каналу. У 1957 році Chartered Bank купив Eastern Bank (Східний банк), а також кіпрські відділення Ionian Bank.
Standard Bank

Standard Bank був заснований в 1862 році Джоном Патерсоном в Капській провінції у Південній Африці. Банк відігравав значну роль у фінансуванні видобутку алмазів в Кімберлі, а пізніше видобутку золота в районі Йоганнесбурга. Близько половини видобутого в Південній Африці золота проходило через Standard Bank на шляху до Лондона. З роками банк значно розширив свою присутність вглиб Африки (в 1953 році у банку було 600 відділень) і південноафриканська частина відділень була виділена в дочірню компанію, а в 1987 році — в окремий банк, який отримав назву Standard Bank. У 1965 році Standard Bank поглинув Bank of West Africa (Банк Західної Африки), розширивши територію своєї діяльності на Камерун, Гамбію, Гану, Нігерію і Сьєрра-Леоне.
Після злиття
У 1969 році банки вирішили об'єднатися для того, щоб не конкурувати при розвитку мережі представництв в Європі і США.
У 2000 році Standard Chartered придбав Grindlays Bank у австралійського Australia and New Zealand Banking Group, що дозволило збільшити кількість відділень в Індії і Пакистані. У 2004 році в Гонконгу було зареєстровано дочірнє товариство Standard Chartered Bank (Hong Kong). У 2005 році був куплений корейський Korea First Bank, який став підрозділом Standard Chartered.

## Спонсорство
У вересні 2009 року було оголошено, що Standard Chartered погодився стати головним спонсором футбольного клубу «Ліверпуль» на період з липня 2010 року до кінця футбольного сезону 2013-14, взявши на себе спонсорство футболок та інші права на брендування. Спонсорство було продовжено кілька разів. Вперше у 2013 році до кінця сезону 2015-16 років, вдруге у 2015 році до сезону 2018-19 років, потім у травні 2018 року до сезону 2022-23 років і, нарешті, у липні 2022 року до кінця сезону 2026-27 років. За оцінками City A.M., ця угода коштує близько 50 мільйонів фунтів стерлінгів на рік, що робить її третьою за вартістю спонсорською угодою в Прем'єр-лізі поряд з угодою «Арсеналу» з «Емірейтс» та «Челсі» з «Йокогамою». Standard Chartered також є головним спонсором Сінгапурського марафону.

## Галерея

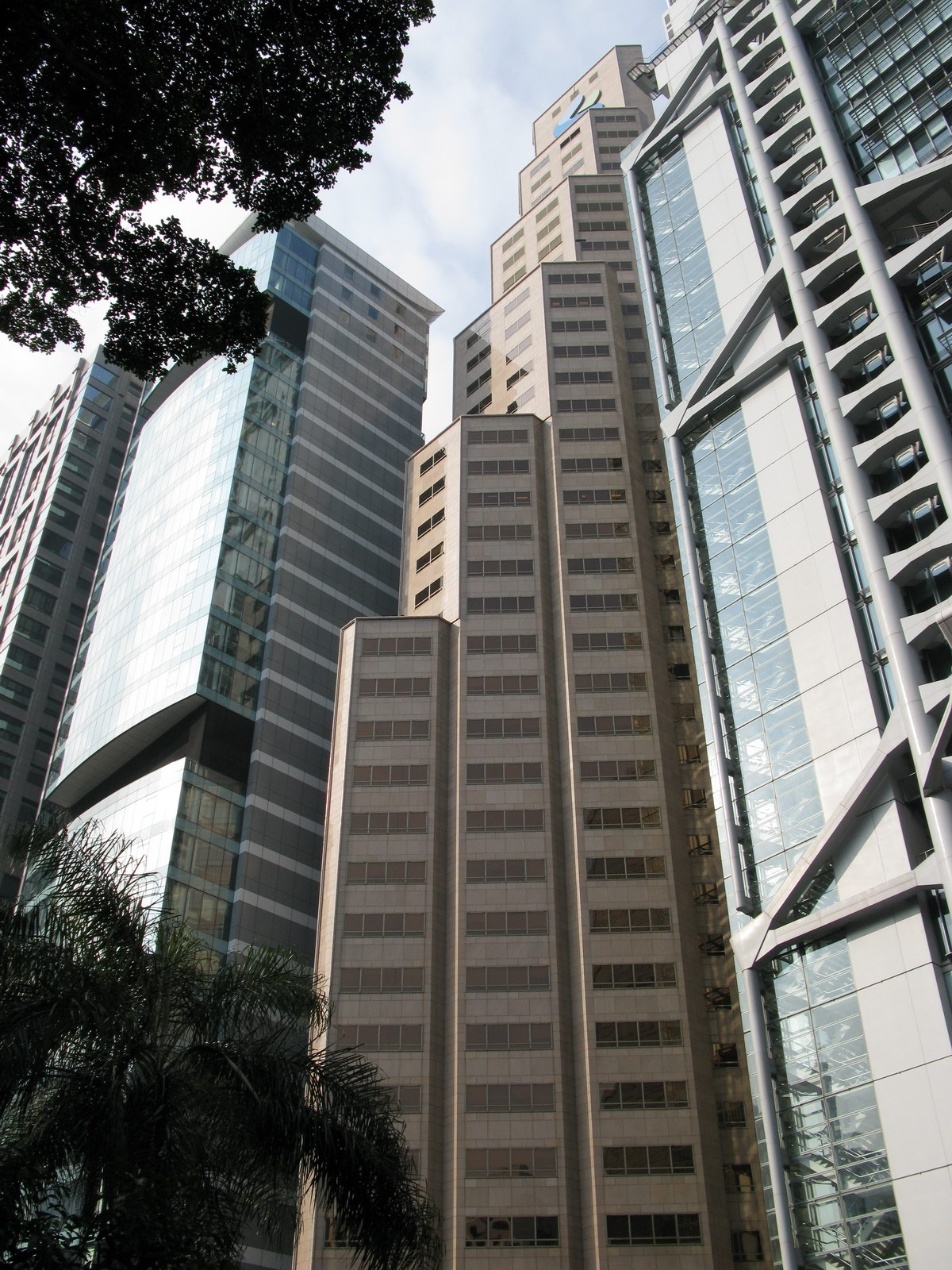
Standard Chartered Bank Building в Гонконгу (2008)
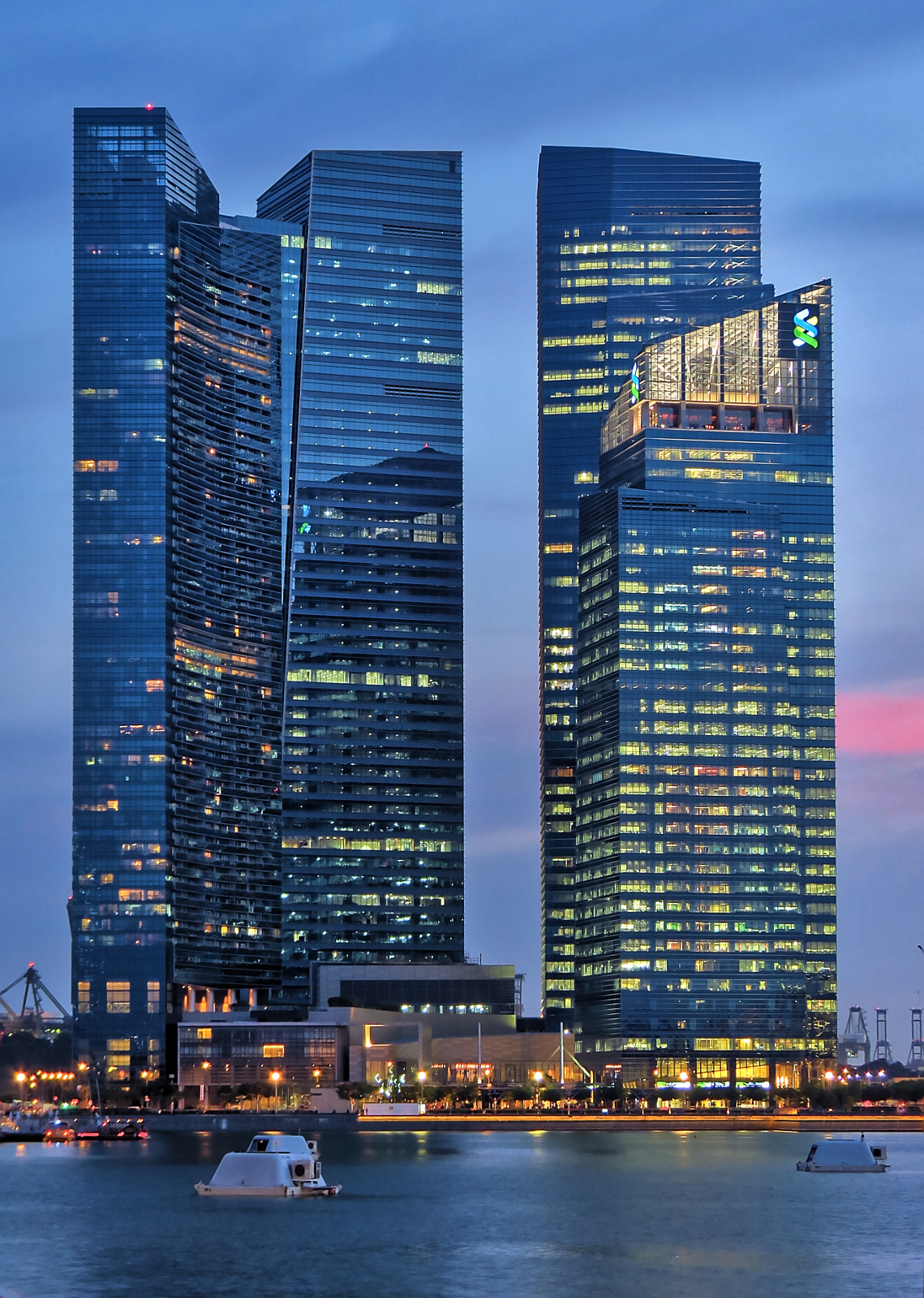
Корпоративний офіс в Сінгапурі (2012)
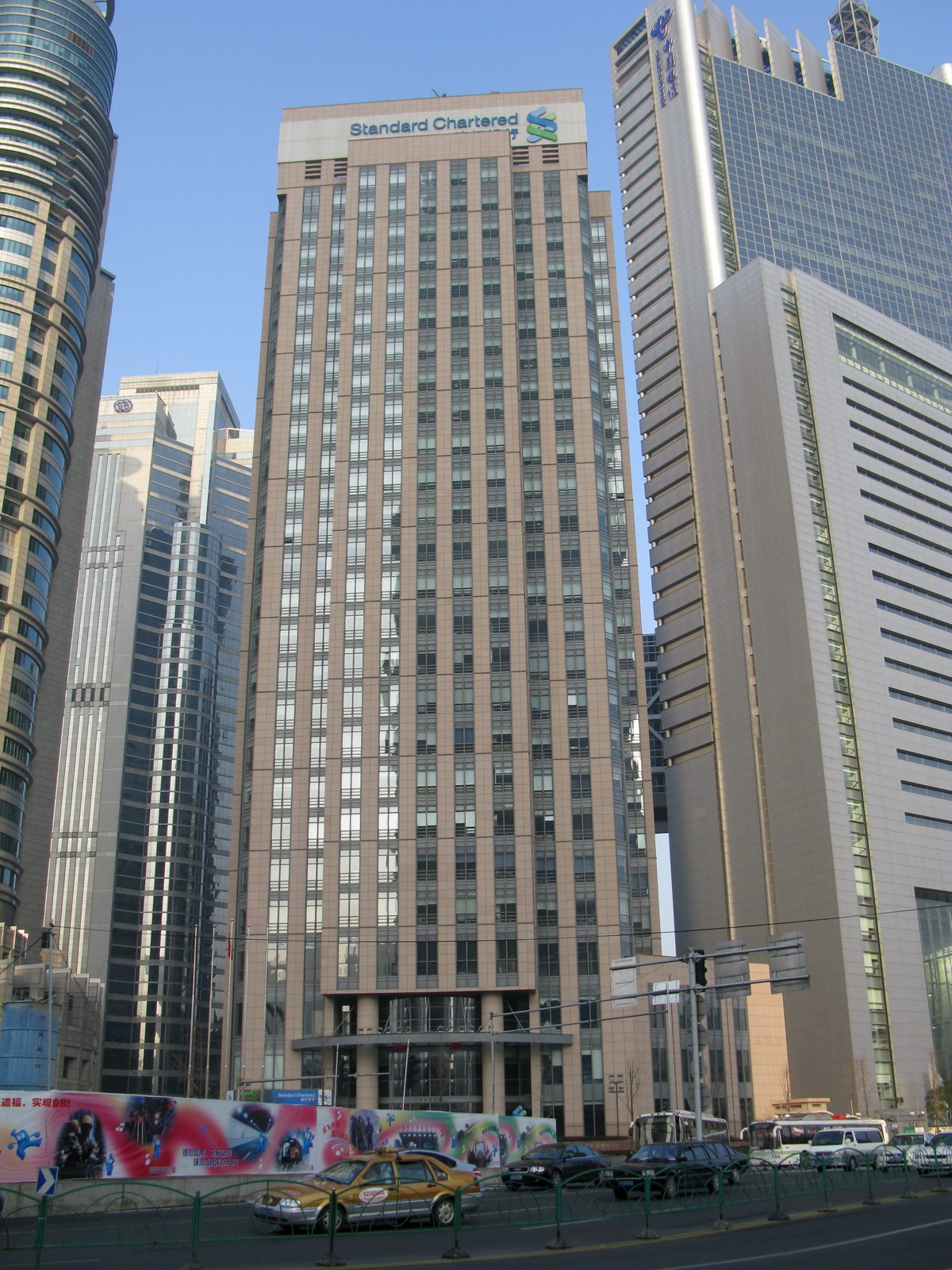
Офіс у Шанхаї (2009)
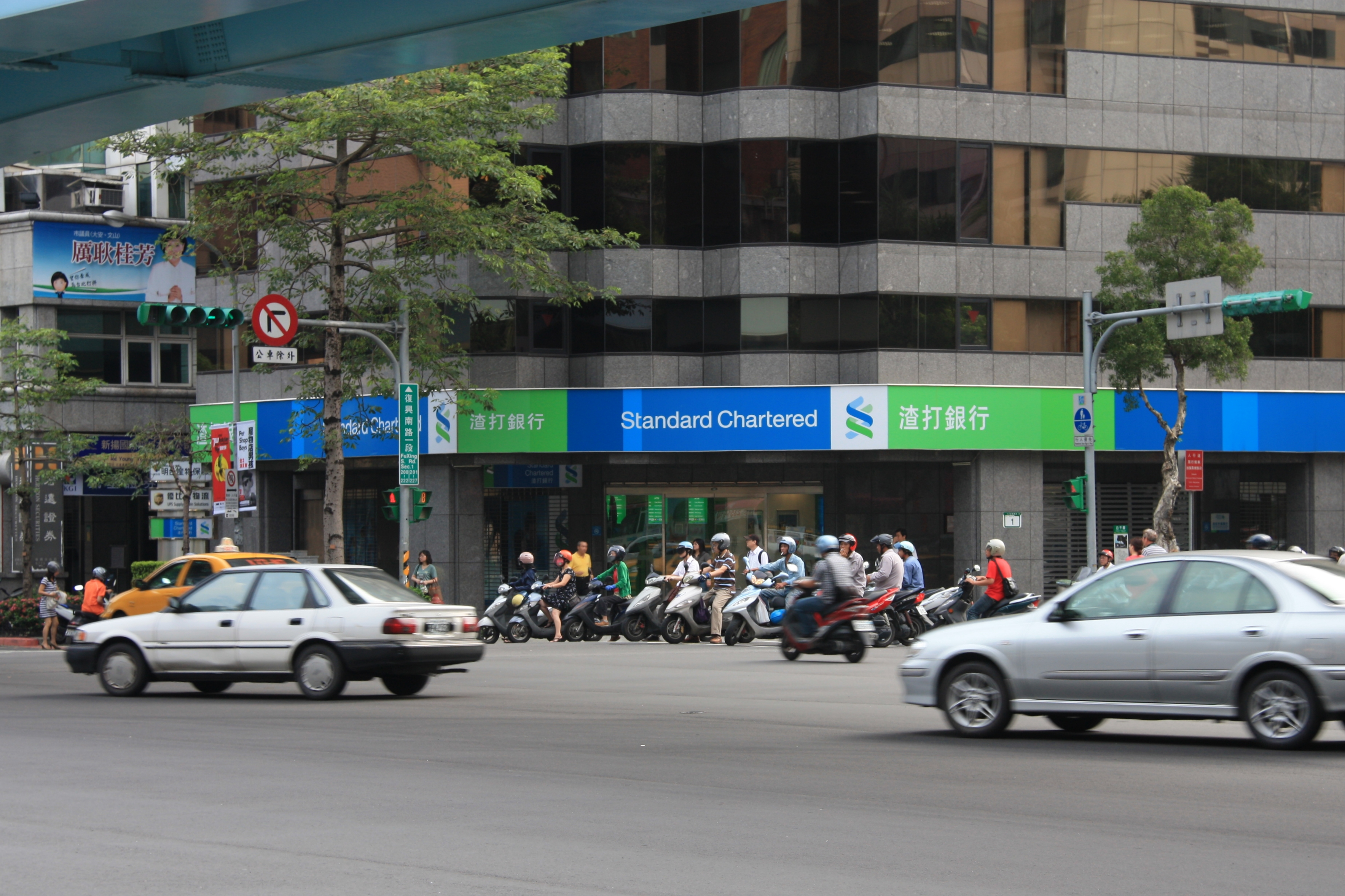
Відділення у Тайбеї (2010)
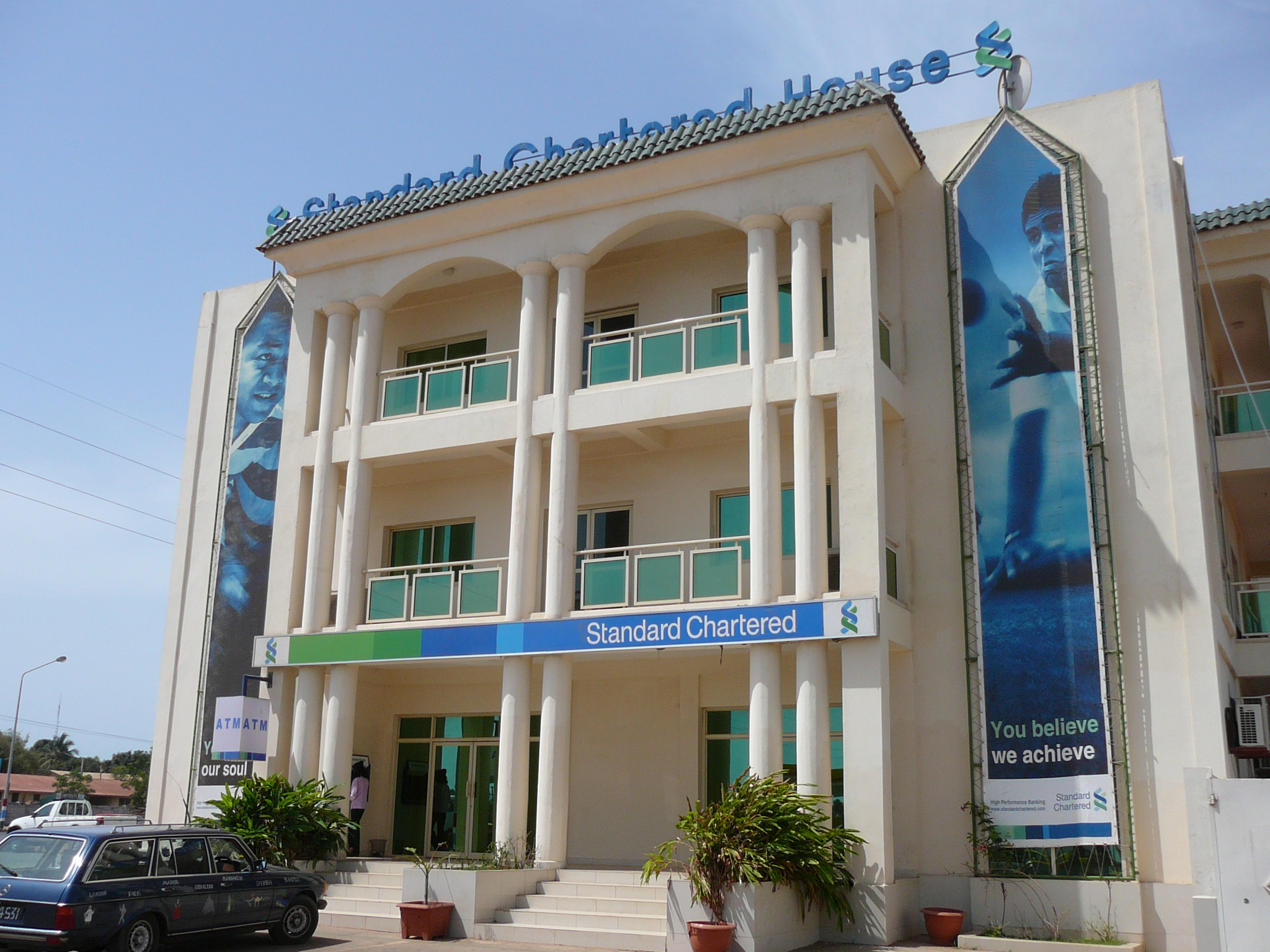
Офіс у Гамбії (2007)
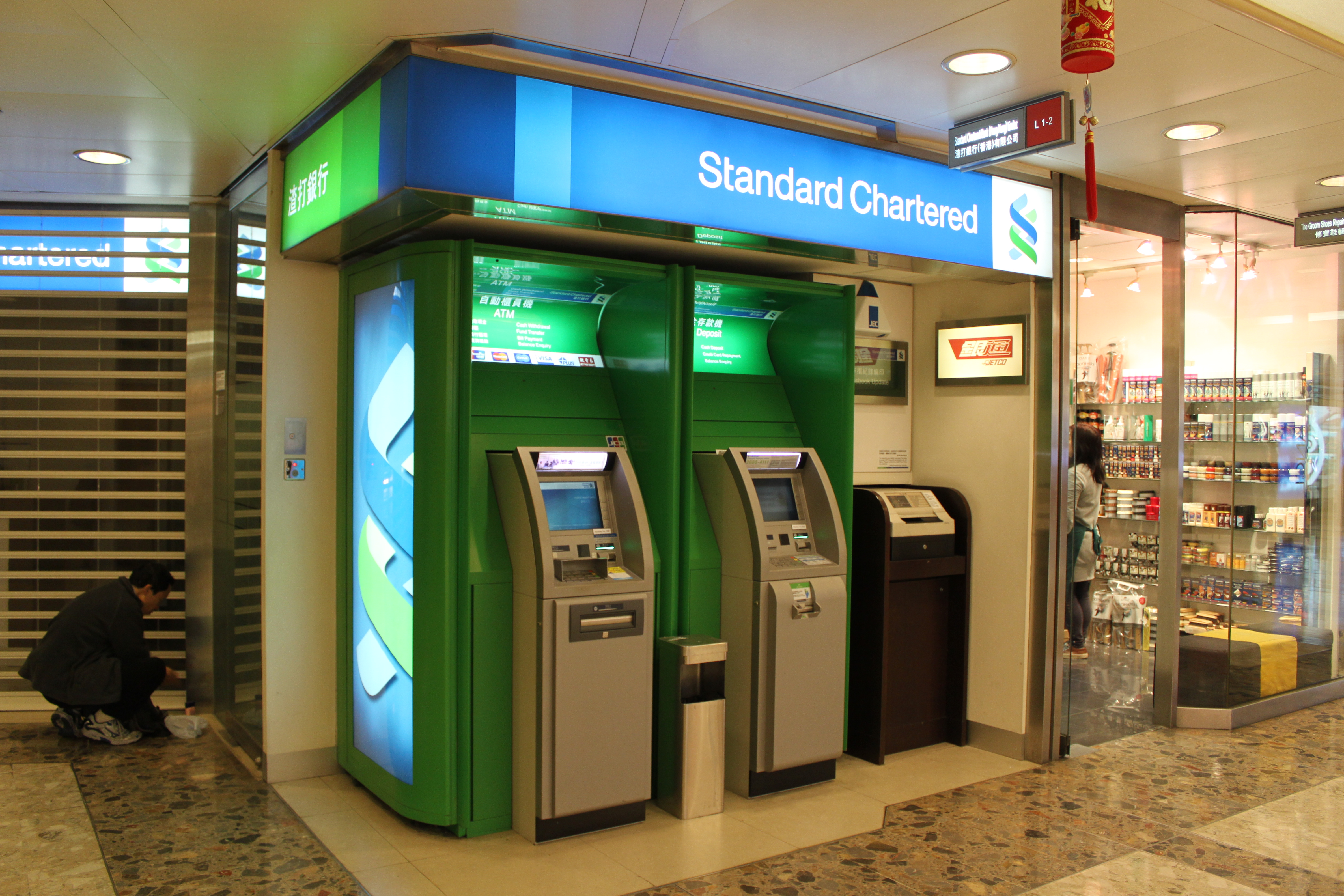
Банкомати Standard Chartered (2011)